# 火田七瀬
火田 七瀬（ひた ななせ）は、筒井康隆のSF小説『家族八景』、『七瀬ふたたび』、『エディプスの恋人』の主人公。人の心を読む力を持つ超能力者（テレパス）の女性。主人公の3作は七瀬シリーズあるいは七瀬三部作と総称される。2010年時点でシリーズ累計で430万部を発行している。筒井としては唯一のシリーズ作品である。
『エディプスの恋人』を除き、繰り返し映像化・漫画化された。中でも『七瀬ふたたび』は、同じく筒井の『時をかける少女』とともに繰り返し映像化されたことから、評論家の大森望は日本SFの核のようになっていると評している。初の映像化作品はやはり『七瀬ふたたび』である。しかし1978年秋にNHKから放送予定で6月から撮影開始され年内には撮影終了したものの、放送開始が1979年8月からに延期された。そのため2番目に制作された『家族八景』を原作としたRKB毎日放送制作の「芝生は緑」が1979年2月放送と先んじることとなり、初めて公開された映像化作品となる。制作局は異なるがともに多岐川裕美が主演しており、七瀬を初めて演じた女優ということに変わりはない。多岐川が続けて演じることになったのは、『七瀬ふたたび』での多岐川を気に入った原作者の筒井が、『東芝日曜劇場』から話があった際に推薦したことによる。
『ビックリハウス』誌のキャラクター人気投票で1位になったことがある。

## 劇中の設定

### 家族八景
姓の火田の読みは「ひた」。新潮文庫の2002年改訂版からルビが振られ、この読みであることが明示された。
高校卒業後、住み込みのお手伝いとして様々な家庭を渡り歩いている。これは自らの超能力が発覚する危険を回避するため、一箇所に長く落ち着かずに社会から身を遠ざけることが理由である。『家族八景』劇中では18歳から20歳間近で、この約2年間に作中に描かれただけで8軒の家庭を転々としている。美人だが、身体的に未成熟だった頃は「痩せていてガリガリ」と見られることもあった。19歳を過ぎると急に肉体的に成熟して女らしくなったが、あえて地味な服装で化粧もせず、お下げで子供っぽい髪型をしている。処女であり、貞操が危険にさらされることもあった。美貌と肉体的成熟によって男たちの強い関心を惹くようになり、その危険から20歳直前に家政婦をやめることを決意した。
七瀬のテレパシー能力は精神力の強い相手であれば8km離れるまで人の心を読める。この能力は生来のもので幼い頃は自らの能力を勘であると思っていた。自分の読心能力については当初は珍しい才能であるとは考えておらず、聴覚や視覚の一種という感覚でいた。やがて超能力者であることを自覚して、中学から高校にかけては関連の書物を読んで超能力の本を読みあさるが納得のいく回答は得られなかった。父の火田精一郎もかつて超心理学の超能力研究の被験者として著しい好成績を残していたが、七瀬が高校2年生のときに死去した。

### 七瀬ふたたび
20歳になったばかりで登場し、その後、作中では2年間経過する。家政婦をやめたことで少女っぽい髪型もやめている。自身に向けられた男性たちの意識を読むことで自らが類稀な美女であることを自覚しており、どんなミスコンテストに出ても3位以下になることは滅多にないレベル（＝セミファイナリスト進出は確実）だと認識している。テレパシー能力を持ったため思考が男性的になってきているものと自認しており、自身が超能力者であること、超能力者というものが存在する意味について論理的・哲学的に省察するようになっている。年来のテレパスとしての経験から孤独感を深めており、心許せる同胞は同じ超能力者以外にいないものと受け止めている。
母の実家に向かう列車のなかで、テレパシー能力を持つ3歳の少年ノリオ、未来予知能力を持つ青年岩淵恒夫と出会う。これを機にノリオとアパートで2人暮らしを始めて、高級バーでホステスとして働き出す。バーのバーテンダーだった念動力を持つ黒人青年ヘンリーと行動を共にするようになり、ホステス業で稼いだ金で北海道の石狩市に土地と隠れ家を購入。このとき北海道に向かう船中で時間遡行能力者・漁藤子とめぐり合い、彼女の力で自分たちの超能力が発覚する危機を救われる。都会で多くの人と接する危険のあるホステスの仕事は超能力が発覚する恐れが高いため1年でやめ、マカオのカジノで超能力を使って生活費を稼ぐようになっていた。しかしカジノでの勝ちっぷりから超能力者であることが発覚し、超能力者を敵視する謎の組織に命を狙われる身となり、北海道の隠れ家に追い詰められ、仲間たちを皆殺しにされ、自身も死を迎えようというところで物語は終了する。

### エディプスの恋人
手部市の私立手部高校に教務課職員として働いており、4月から勤め始めて半年になる。23歳。テレパシー能力は健在。ここでも学校一の美人として評判だが、背が高いため「半鐘泥棒」というニックネームもついている。喫煙者である描写がある。前作で死亡したかに思われた件については当初何の説明もなされていなかったが、家政婦として働いていた18歳から19歳の頃の記憶は保持している。周囲で不思議な事件が続発する2年生の生徒・香川智広のことを調べているうちに、彼自身とも知り合うようになる。そしてかつては智広の母親・珠子であった宇宙意志により、七瀬は智広と恋に落ちる。処女喪失の瞬間、宇宙意志と交代した七瀬が宇宙に君臨した。実は前作で死亡しており、本作の彼女は、智広の母親である宇宙意志により、息子の伴侶として選ばれ復活させられた存在であった。

## 火田七瀬を演じた人物
- 多岐川裕美 - 1979年 東芝日曜劇場『芝生は緑』（家族八景ドラマ化）、少年ドラマシリーズ『七瀬ふたたび』
- 堀ちえみ - 1986年 木曜ドラマストリート『家族八景』
- 水野真紀 - 1995年 木曜の怪談『七瀬ふたたび』
- 渡辺由紀 - 1998年 『七瀬ふたたび 超能力者・完全抹殺』
- 蓮佛美沙子 - 2008年 ドラマ8 『七瀬ふたたび』（田中七瀬）
- 奥森皐月 - 2008年 ドラマ8 『七瀬ふたたび』（田中七瀬 幼少時）
- 高瀬岬 - 2008年 ドラマ8 『七瀬ふたたび』（田中七瀬 少女時代）
- 芦名星 -2010年 映画 『七瀬ふたたび』『七瀬ふたたび プロローグ』
- 庵原涼香 -2010年 映画 『七瀬ふたたび プロローグ』（少女時代）
- 高橋胡桃 -2010年 映画 『七瀬ふたたび プロローグ』（中学時代）
- 木南晴夏 -2012年 連続ドラマ 『家族八景 Nanase, Telepathy Girls' Ballad』